# Truth Martini
Martin Krcaj est un catcheur américain né le 4 mai 1984 à Hamtramck (Michigan), aux États-Unis. Il travaille actuellement à la Ring of Honor sous le nom de Truth Martini.

## Carrière

### Ring of Honor (2010-...)

#### Troisième House of Truth (2014-...)
À la suite du départ de Matt Taven, il décide d'aider Jay Lethal à récupérer le ROH World Television Championship des mains de Matt Taven lors de Supercard of Honor VIII et fonde pour la troisième fois The House of Truth en manageant Lethal. Le 9 octobre, lui et Lethal perdent contre les reDRagon (Kyle O'Reilly et Bobby Fish) et ne remportent pas les titres par équipe . Il recrute ensuite J. Diesel dans son clan.

## Palmarès
- All American Wrestling
  - 1 fois AAW Tag Team Champion avec N8 Mattson

- Border City Wrestling
  - 1 fois BCW Can-Am Tag Team Champion

- Independent Wrestling Revolution
  - 2 fois IWR King Of The Indies Champion
  - 4 fois IWR Tag Team Champion avec Anthony Rivera

- Xtreme Intense Championship Wrestling
  - 2 fois XICW Intense Champion
  - 7 fois XICW Tag Team Champion avec Chris Sabin (1), Nate Mattson (2) et Jaimy Coxxx (4)